# Коукийл (град, Орегон)
Коукийл (на английски: Coquille) е град в окръг Кус, щата Орегон, САЩ. Коукийл е с население от 4215 жители (2007) и обща площ от 7,1 km². Намира се на 12,2 m надморска височина. ЗИП кодът му е 97423, а телефонният му код е 541.